# Hamann
Hamann Motorsport GmbH («Хаманн Моторспорт») — тюнинг-ателье в городе Лаупхайм (Германия), специализирующееся на тюнинге, в первую очередь автомобилей марки BMW, а также других престижных автопроизводителей: Ferrari, Fiat, Aston Martin, Lamborghini, Maserati, Rolls-Royce, Mercedes-Benz, Mini, McLaren, Porsche, Land Rover и Bentley. С 2013 года ателье Hamann также занимается постройкой эксклюзивных мотоциклов.

## Проекты на базеBMW 6 Series Gran Coupé

### Hamann 6 Series Gran Coupé M Sport Package (F06)
После презентации своего пакета для стандартной BMW 6-й серии Gran Coupé в конце 2012 года Hamann переоформил детали спортивного аэродинамического обвеса и дополнил их новыми кузовными компонентами для версии с M Sport Package.
Hamann разработал передний сплиттер с боковыми закрылками, способствующий уменьшению подъемной силы на передней оси для стандартного переднего бампера с тремя отверстиями воздухозаборников и светодиодными ходовыми огнями, в то время как для заднего бампера была подготовлена нижняя вставка с местами для вывода пары сдвоенных круглых труб выхлопной системы. Вдобавок Hamann установил вентилируемый карбоновый капот, комплект боковых юбок и иную крышку багажника с интегрированным в неё спойлером.
Для 6 Series Gran Coupé M Sport Package Hamann также предлагает 21-дюймовые колесные диски, доступные в нескольких вариантах дизайна, комплект деталей для занижения подвески и аксессуары для персонализации салона, среди которых новые педали, напольные коврики и накладки дверных порогов.

## Проекты на базеBMW X6

### Hamann Tycoon II M (E71 Рестайлинг)
В 2010 году на Женевском автосалоне тюнинг-ателье Hamann представило экстремальную версию кроссовера BMW X6 M получившую имя Hamann Tycoon EVO M. 670-сильный автомобиль обладал темпераментом спорткара – разгон до 100 км/ч за 4,2 с, а максимальная скорость превышала отметку в 300 км/ч. Однако инженеры Hamann решили сделать ещё более совершенный автомобиль, получивший имя Hamann Tycoon II M.
Первоначальный обвес практически не изменился – всё те же карбоновые бамперы, капот, пороги, расширенные колесные арки и два спойлера сзади. Дизайнеры Hamann изменили расположение светодиодных огней дневного света, а кузов получил двухцветную окраску, вместо прежнего, радикально черного цвета. Автомобиль как и раньше предлагается оснастить 23-дюймовыми коваными колесными дисками и низкопрофильной резиной размерностью 315/25.
Небольшой доработке подвергся интерьер. Теперь владельцу автомобиля предлагается новый спортивный руль, алюминиевые педали, спидометр, размеченный до 320 км/ч, измененная подсветка потолка, стало ещё больше вставок из карбона. Но если и это не устроит владельца, то можно переделать весь интерьер на его вкус. Двигатель, по-прежнему, развивает мощность в 670 л.с., на 115 л.с. большую, чем у базового варианта BMW X6 M, а вот крутящий момент инженеры Hamann увеличили до 950 Н•м, против 850 Н•м у Hamann Tycoon EVO M и 680 Н•м у BMW X6 M.
Динамические характеристики автомобиля не изменились, несмотря на дополнительные 100 Н•м. Hamann Tycoon II M отличается от своего предшественника только двухцветным окрасом кузова, слегка изменённым интерьером и увеличенным на 100 Н•м крутящим моментом. Первый Hamann Tycoon II M можно купить с вышеперечисленными доработками за 142 647 евро, включая местный НДС.